# Trieben
Trieben – miasto w Austrii, w kraju związkowym Styria, w powiecie Liezen. Według Austriackiego Urzędu Statystycznego liczyło 3366 mieszkańców (1 stycznia 2015).

## Współpraca
Miejscowość partnerska:
- Quierschied, Niemcy